# Røllike
Slægten Røllike (Achillea) består af ca. 45 staudeagtige arter, som er udbredt i Europa, Asien og Nordamerika. Det er planter med spredte blade og kvastlignende blomsterstande. Randblomsterne er ofte hvide og korte. Her nævnes kun de arter, som er vildtvoksende eller dyrkede i Danmark.
Har også evnen til at fjerne betændelse, samt gammeldags brug til bagning.
| Beskrevne arter |

- Almindelig røllike (Achillea millefolium)
- Filtet røllike (Achillea tomentosa)
- Græsk røllike (Achillea clypeolata)
- Nyserøllike (Achillea ptarmica)
- Pragtrøllike (Achillea filipendulina)
- Ædel røllike (Achillea nobilis)
- Sibirisk røllike (Achillea sibirica)

| Andre arter |

| - Achillea aegyptiaca - Achillea ageratifolia - Achillea ageratum - Achillea alpina - Achillea asiatica - Achillea aspleniifolia - Achillea biebersteinii - Achillea biserrata - Achillea cartilaginea - Achillea chrysocoma - Achillea clavennae - Achillea clusiana | - Achillea collina - Achillea conferta - Achillea crithmifolia - Achillea decolorans - Achillea distans - Achillea erba-rotta - Achillea falcata - Achillea grandifolia - Achillea impatiens - Achillea lingulata - Achillea macrocephala - Achillea macrophylla | - Achillea magnifica - Achillea odorata - Achillea pannonica - Achillea pseudopectinata - Achillea ptarmicifolia - Achillea pyrenaica - Achillea santolina - Achillea setacea - Achillea tenuifolia - Achillea umbellata - Achillea vermicularis |